# Training Season
Pour les articles homonymes, voir Houdini.
Singles de Dua Lipa
Houdini
(2023) Illusion
(2024)
Clip vidéo
[vidéo] « Training Season », sur YouTube
Training Season est une chanson de l'autrice-compositrice-interprète britannico-albanaise Dua Lipa. Écrite par la chanteuse elle-même, avec l'aide de Caroline Ailin, Danny L Harle et Kevin Parker, elle est publiée le 15 février 2024 comme single de son troisième album studio Radical Optimism, paru le 3 mai 2024 sous le label Warner Records.

## Historique

### Écriture et enregistrement
En juillet 2022, Dua Lipa rencontre le musicien multiinstrumentiste Kevin Parker, qu'elle réunit à Londres avec la chanteuse Caroline Ailin, l'auteur Danny L Harle et le compositeur Tobias Jesso Jr.. « J’étais très nerveuse parce que je suis une grande fan de Kevin » déclare t-elle. Le quatuor travaille sur la chanson grâce aux paroles ébauchées par Dua Lipa dans un cahier.

## Caractéristiques artistiques
À la différence de la plupart des chansons de Radical Optimism, Training Season est une chanson aux influences disco, dans la lignée de l'album Future Nostalgia. Dua Lipa écrit le morceau après une série de relations amoureuses décevantes. Alors qu'elle se rend en studio un matin, sa partenaire Caroline Ailin lui demande comment elle se sent et Dua Lipa répond instinctivement : « Training Season is over ». La chanson aborde les mauvaises expériences de la chanteuse tout en montrant sa confiance et sa détermination pour ses futures relations. Elle explique : « Je ne me suis jamais sentie aussi confiante, aussi claire et aussi puissante. Et même si la saison d’entraînement n’est jamais terminée pour aucun d’entre nous, vous commencez à voir la beauté de trouver la personne avec qui vivre cette expérience. On cesse de chercher des stagiaires et on s’intéresse davantage à la possibilité d’avoir quelqu’un là où l’on est et avec qui grandir. ».

## Parution et réception
Training Season est publié le 15 février 2024 en tant que deuxième single de l'album Radical Optimism. La chanson est accompagnée d'un clip réalisé par Vincent Haycock.